# Life Extension Advocacy Foundation
Die Life Extension Advocacy Foundation (LEAF) ist eine US-amerikanische Non-Profit-Organisation mit Sitz in New York City, New York. Ziel der 2014 gegründeten Corporation ist es, die Grundlagenforschung zu den dem Alterungsprozess und altersbedingten Krankheiten zugrundeliegenden Mechanismen zu unterstützen und die Öffentlichkeit über die Möglichkeit aufzuklären, das Altern mithilfe regenerativer Medizin unter medizinische Kontrolle zu bringen.

## Aktivitäten
Zu den Hauptaktivitäten der LEAF gehören ein Nachrichtenorgan, das über Neuigkeiten in der Alternsforschung berichtet, eine jährlich in New York City stattfindende wissenschaftliche Konferenz über das Altern und die gemeinnützige Online-Crowdfunding-Plattform lifespan.io.
Bis zum Jahr 2020 wurden auf der Plattform acht erfolgreiche Kampagnen durchgeführt, darunter drei Forschungsprojekte der SENS Research Foundation.

## Öffentlichkeitsarbeit
LEAF unterhält eine Vielzahl von Aktivitäten zur Öffentlichkeitsarbeit. Mitglieder der Organisationen halten Vorträge bei wissenschaftlichen und öffentlichen Veranstaltungen, treten im Fernsehen auf und geben Presseinterviews.
2017 und 2018 unterstützte LEAF im Rahmen seiner Öffentlichkeitsarbeit die YouTube-Kanäle Kurzgesagt, Life Noggin und CGP Grey mit wissenschaftlicher Beratung bei der Erstellung von populärwissenschaftlichen Lehrvideos über biologisches Altern und das Potenzial von regenerativen Medizintechnologien im Zusammenhang mit Verjüngung.